# Rivula distributa
Rivula distributa är en fjärilsart som beskrevs av Walker 1866. Rivula distributa ingår i släktet Rivula och familjen nattflyn. Inga underarter finns listade.